# Грайлу Армънеску
„Грайлу Армънеску (на арумънски: Grailu armânescu, в превод Арумънски език) е арумънско тримесечно списание, издавано от 1998 година в Скопие, Република Македония, от Съюза на власите в Македония. Редактор на списанието е поетът и публицист Дина Кувата (Димо Димчев). В редакционната колегия влизат Яне Коджебашия (председател), Дина Кувата, Катерина Атанасова. От 2002 г. председател е Горан Пушутиклу. Списанието има културно-информативен характер. Списвано е на арумънския диалект, говорен в Република Македония, с правопис, подобен на този на „Зборлу а Ностру“.